# Departamentos de Níger
Níger está dividido en 7 regiones,  llamadas por los nombres de sus capitales, y estas regiones están divididas en 36 departamentos. Estos departamentos fueron divididos en 265 comunidades más pequeñas de diferentes tipos, donde estos municipios se dividen en comunidades urbanas, que son aquellas que incluyen grandes concentraciones humanas  y comunidades rurales (que están escasamente pobladas y muchas veces ubicadas en zonas fronterizas o desérticas), y finalmente los sitios ejecutivos, que representan áreas más grandes del desierto deshabitado, además de las áreas militares.

## Historia
Antes de la revisión de 2001, existían 36 departamentos. Una ley de agosto de 2011 expandiría ese número a 63. El proceso de decentralización comenzó en el período 1995-1999, reemplazando los prefectos al nivel de departamento y arrondisement por concejos elegidos, lo que tuvo lugar por primera vez en 1999. Estas fueron las primeras elecciones locales en la historia de Níger.
El 1 de agosto de 2011, la Asamblea Nacional de Níger aprobó un borrador de ley que expandía enormemente el número de departamentos hasta 63. La ley creaba 27 nuevos departamentos, centrados en los antiguamente denominados Postes Administratifs.
Los 63 departamentos se subdividen en Comunas. En 2006 existían 265 comunas, incluyendo communes urbaines (comunas urbanas, centradas entorno o basadas en subdivisiones de ciudades de más de 10.000 habitantes), communes rurales (comunas rurales, centradas en ciudades de menos de 10.000 habitantes o en áreas escasamente pobladas), una variedad de cuerpos tradicionales (clanes o tribus) en zonas de poblaciones nómadas o seminómadas. Los antiguos postes administratifs (puestos administrativos) para las zonas mayoritariamente deshabitadas del desierto y zonas militares fueron incorporadas como departamentos completos con límites a delimitar.
Los 36 departamentos pre-2011 se especifican más abajo, por región.

## Región de Agadez
- Departamento de Arlit (Arlit)
- Departamento de Bilma (Bilma)

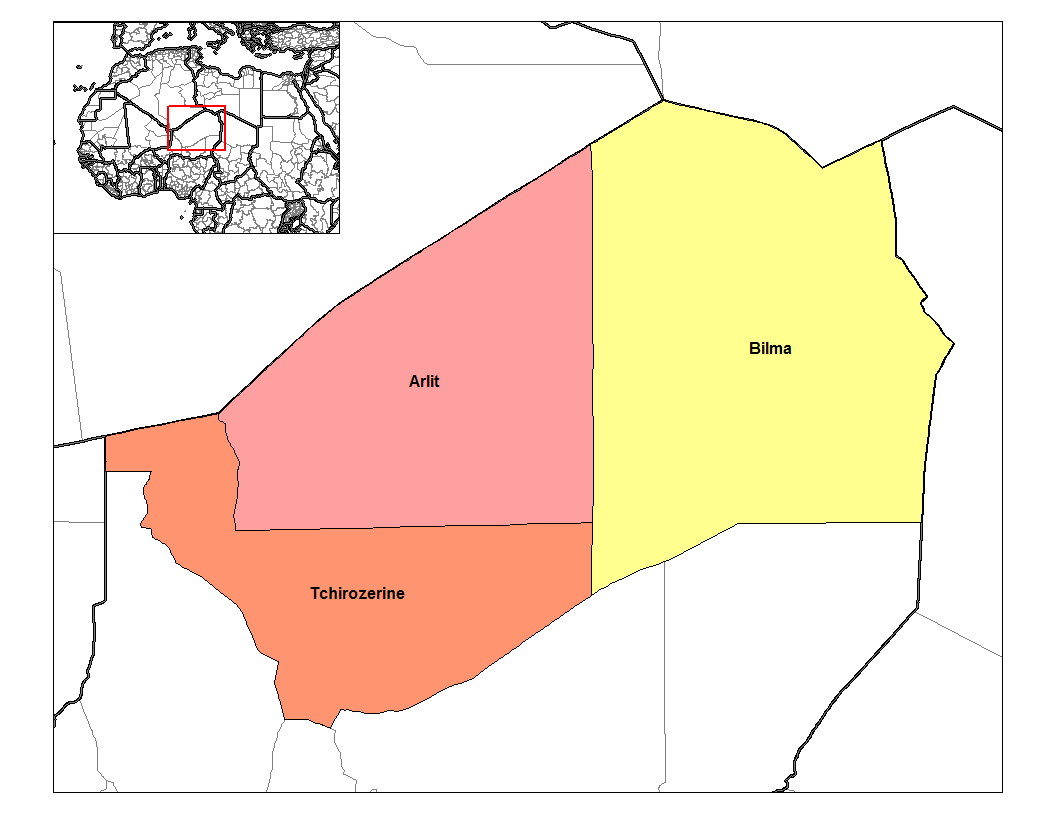
Departamentos de Agadez.

- Departamento de Tchirozerine (Tchirozerine)

## Región de Diffa
- Departamento de Diffa (Diffa)

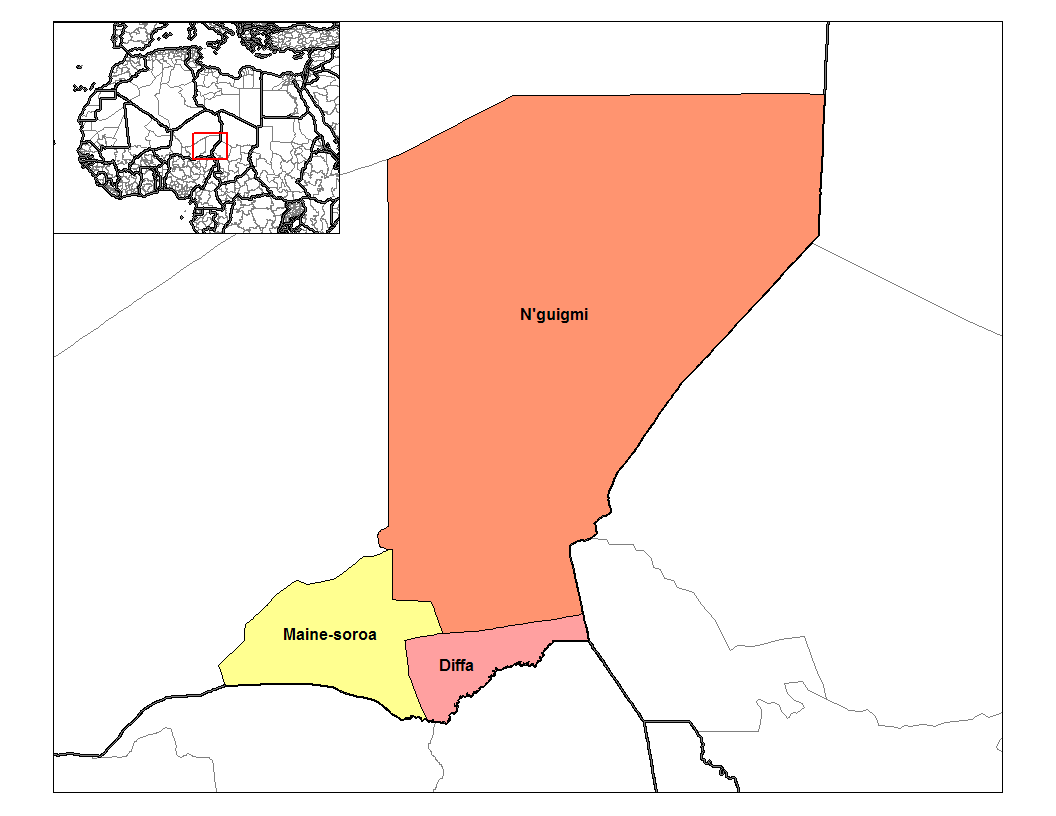
Departamentos de Diffa.

- Departamento de Maine-soroa (Maine-soroa)
- Departamento de N'guigmi (N'guigmi)

## Región de Dosso
- Departamento de Boboye (Boboye)

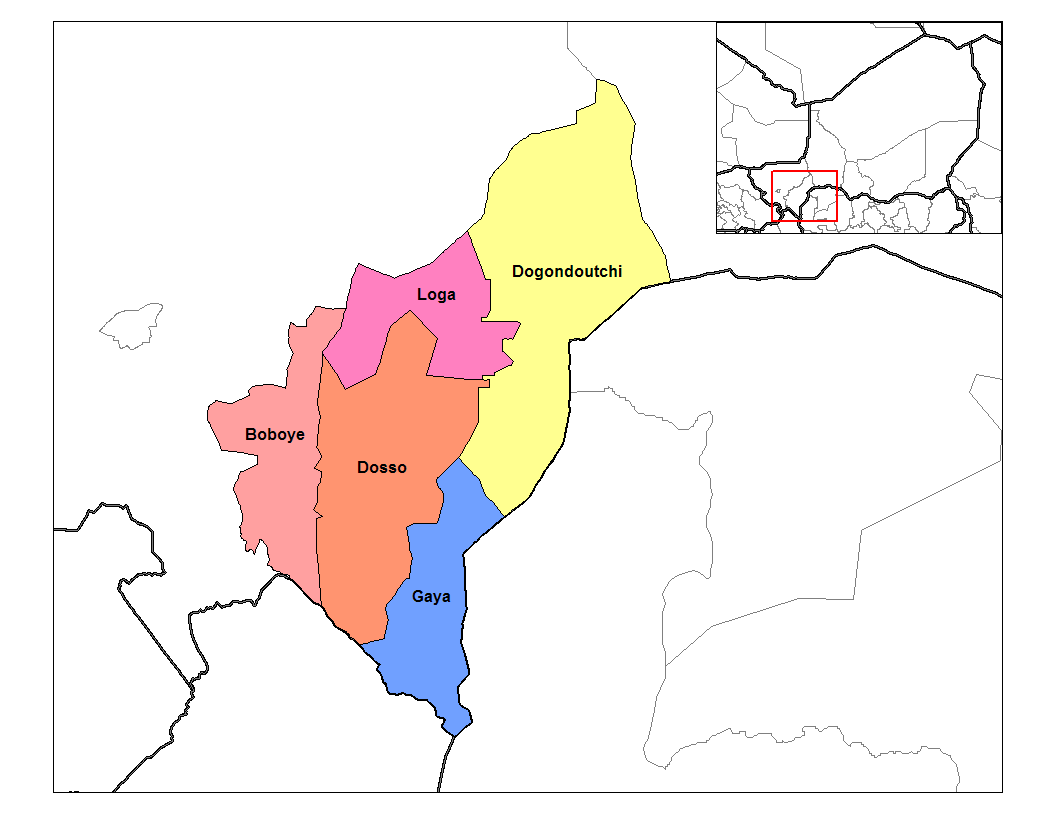
Departments of Dosso.

- Departamento de Dogondoutchi (Dogondoutchi)
- Departamento de Dosso (Dosso)
- Departamento de Gaya (Gaya)
- Departamento de Loga (Loga)

## Región de Maradi
- Departamento de Aguie (Aguie)
- Departamento de Dakoro (Dakoro)

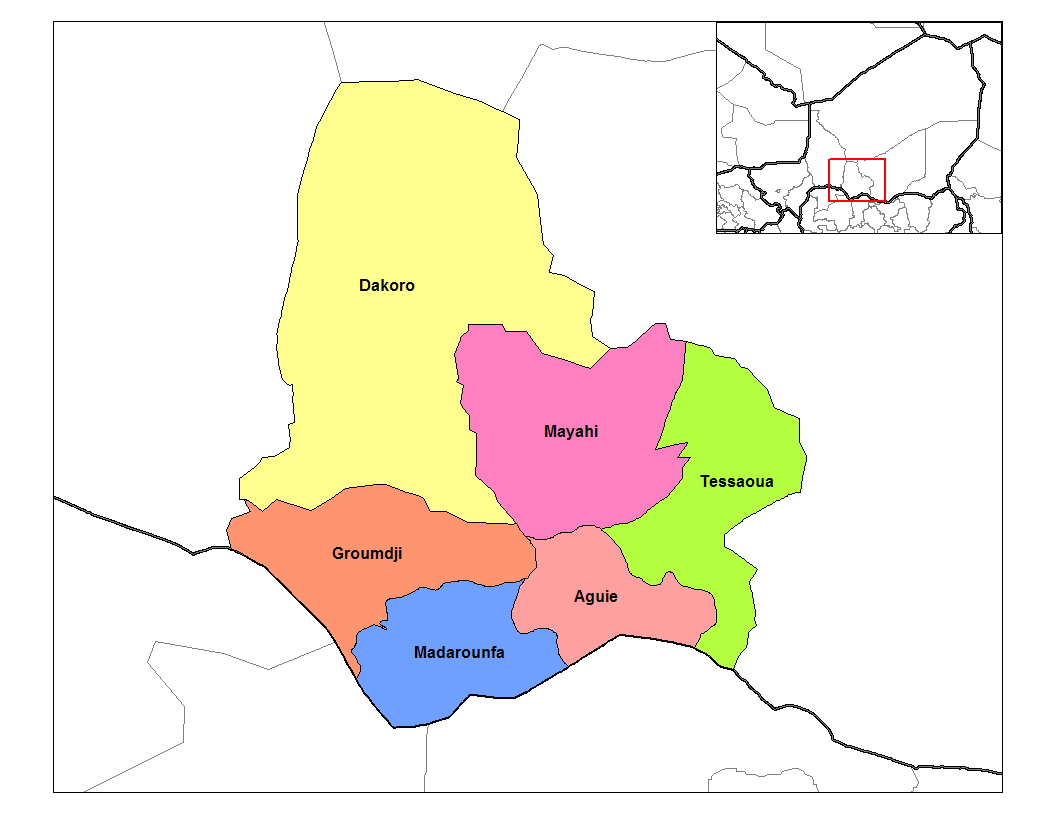
Departamentos de Maradi.

- Departamento de Groumdji (Groumdji)
- Departamento de Madarounfa (Madarounfa)
- Departamento de Mayahi (Mayahi)
- Departamento de Tessaoua (Tessaoua)

## Región de Tahoua
- Departamento de Abalak (Abalak)
- Departamento de Bkonni (Bkonni)
- Departamento de Bouza (Bouza)
- Departamento de Illela (Illela)
- Departamento de Keita (Keita)
- Departamento de Madoua (Madoua)
- Departamento de Tahoua (Tahoua)

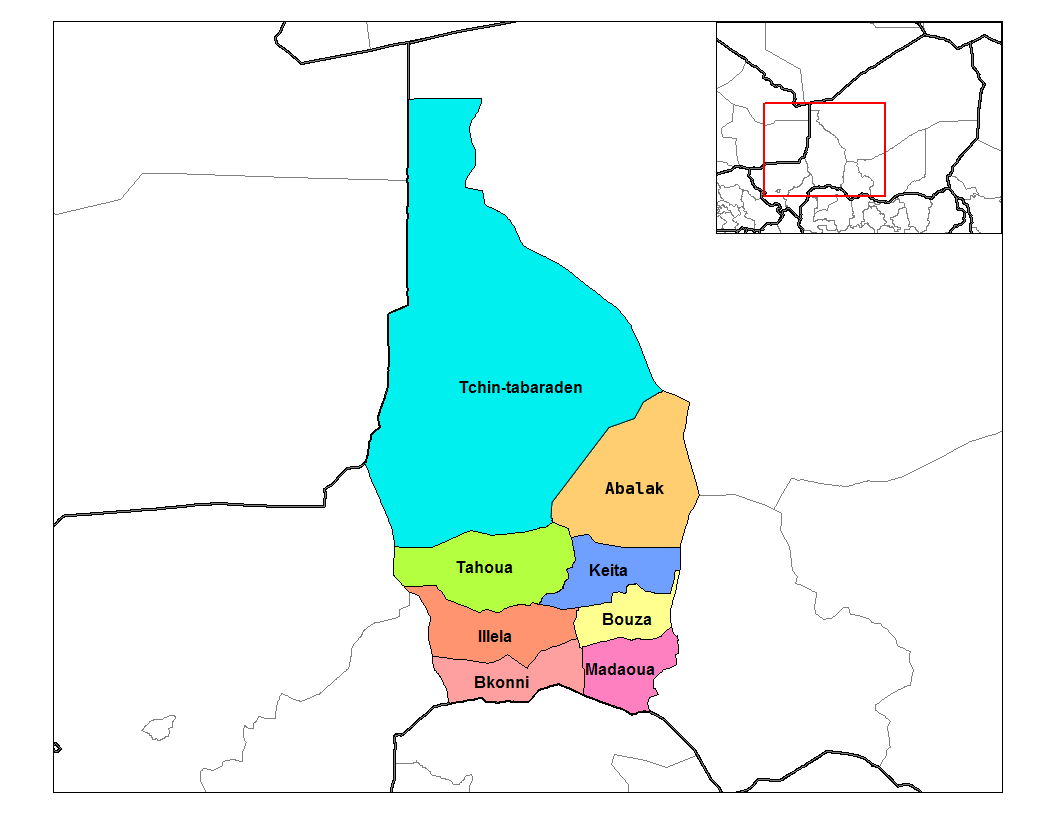
Departamentos de Tahoua.

- Departamento de Tchin-Tabaraden (Tchin-Tabaraden)

## Región de Tillabéri

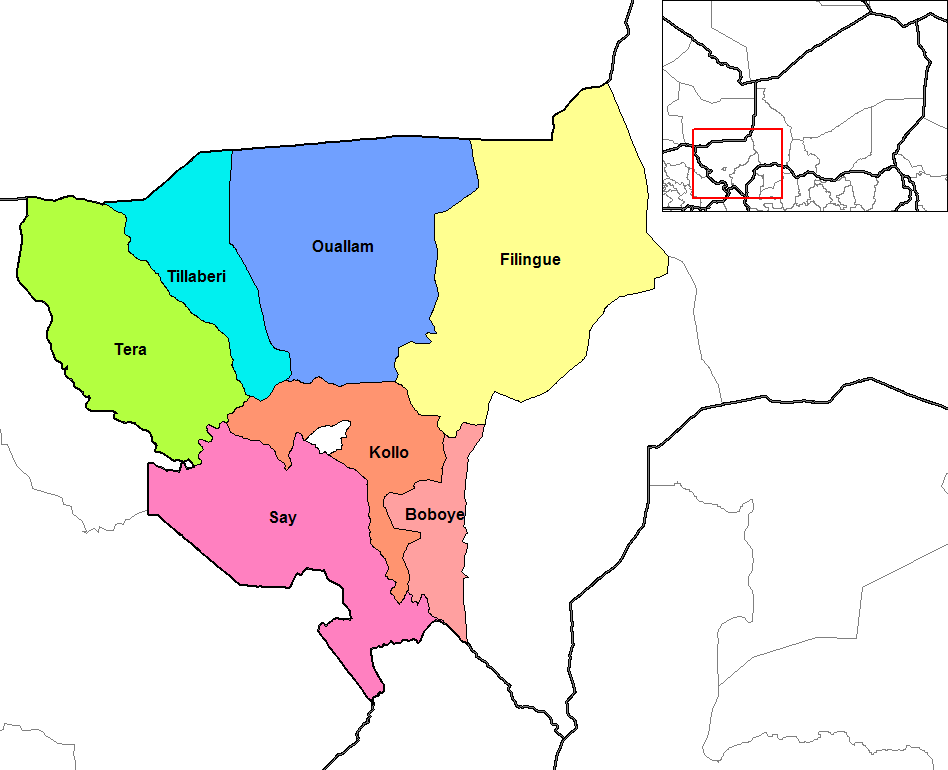
Departamentos de Tillaberi.

- Departamento de Filingue (Filingue)
- Departamento de Kollo (Kollo)
- Departamento de Ouallam (Ouallam)
- Departamento de Say (Say)
- Departamento de Téra (Téra)
- Departamento de Tillabéri (Tillabéri)

## Región de Zinder
- Departamento de Goure (Goure)
- Departamento de Magaria) (Magaria)
- Departamento de Matameye (Zinder)
- Departamento de Mirriah (Mirriah)
- Departamento de Tanout (Tanout)